# 逸乃城駿
逸乃城駿（1993年4月7日—），又譯逸之城駿，本名阿勒坦呼雅格·依钦諾羅布（羅馬化：Altankhuyag Ichinnorow），入籍日本後改名三浦駿，是出身蒙古國後杭愛省的前日本大相撲力士。他身高1.93米，重227公斤，血型A型。他所屬的相撲部屋是湊部屋。
他與其他蒙古出身的力士不同，是第一個出身游牧民族的力士，同時因為他在業餘摔跤的成績，他是第一個直接從幕下級別開始大相撲生涯的外國力士。
他在2014年1月開始大相撲職業生涯，兩個場所後後晉升為十兩，在生涯的第五個場所成為幕內力士。他的最高位置是關脇。
他也是自2016年開始最重的幕內級力士。在2019年3月場所獲14勝1敗準優勝，為迄今最佳的成績。
2021年8月28日，確診2019冠狀病毒，9月29日取得日本國籍(並取日本姓名三浦駿)。
他在2022年7月場所獲第一次幕內最高優勝。
在5月4日因慢性腰痛問題(椎間盤突出症)宣佈引退。2023年11月，逸之城告訴日本體育的記者，他將自己舉行退役儀式，而不是在兩國國技館舉行。典禮預計將於2024年2月11日在東京的一家酒店舉行。他表示希望來自他的家鄉蒙古力士可以參加，並且公眾可以參與剪他的髮髻。他補充說，他不認為他的前部屋的成員會有任何參與。